# Richard Henry Stevens
Richard Henry Stevens, né le 9 avril 1893 et mort le 12 février 1967, est un major de l'armée britannique et, à partir de 1939, chef du Bureau de contrôle des passeports Passport Control Office - PCO) du service de renseignement britannique aux Pays-Bas. 
Son nom est étroitement lié à l'incident de Venlo en 1939. 

## Biographie
Stevens maîtrisait l'arabe, l'hindoustani et le malais et, jusqu'en 1939, travaillait comme officier du renseignement en Inde. Cette année-là, il fut transféré en Europe et chargé de la station Secret Intelligence Service (SIS) à La Haye. Sa seconde langue était le grec et il parlait également très bien l'allemand, le français et le russe mais il n'avait aucune formation spécifique ni expérience de la collecte de renseignements en Europe. 

### Enlèvement lors de l'incident de Venlo
En novembre 1939, il est enlevé en Allemagne lors de l'incident de Venlo avec le capitaine Sigismund Payne Best. Il a été suggéré qu'il aurait peut-être alors révélé des secrets vitaux concernant son service de renseignement secret lorsqu'il a été soumis à un interrogatoire. Quoi qu'il en soit et probablement en raison de son manque d'expérience, il avait en sa possession une liste non cryptée d'agents du SIS lors de ces événements. 
Les deux officiers ont été emprisonnés pendant plus de cinq ans dans les camps de concentration de Sachsenhausen et de Dachau jusqu'à leur libération en avril 1945. La propagande nazie décrivait Best et Stevens comme les présumés cerveaux de la tentative d'assassinat d'Adolf Hitler au Beer Hall par Georg Elser. 

### Après la guerre
Stevens a quitté l'armée en tant que lieutenant-colonel après avoir été promu à ce grade pendant sa captivité. Il a ensuite travaillé comme traducteur à l'OTAN à Paris et à Londres entre 1951 et 1952. Il est décédé d'un cancer en 1967. 